# Les Catarinetes
Les Catarinetes és una celebració escolar infantil d'origen incert que està present en diferents pobles valencians, i que té lloc el dia de Santa Caterina, sovint s'utilitza el nom estilitzat com Catalinetes. A Xàtiva, per exemple, aquesta celebració consisteix a fer una excursió al camp per part dels més menuts per tal de prendre el berenar, el qual sol estar elaborat amb el pa de catalinetes, un pa especial amb llavors d'anís, que sovint s'acompanya del torró de gat. A Canals, els xiquets porten una cassola d'arròs al forn a l'escola, on mengen tots junts. També a aquesta ciutat valenciana es conserva encara la cançó de Les Catalinetes que diu:
"Les catalinetes juguen a boletes
els catalinots juguen a bolots.
Tu catalineta,
tu que vas i vens
di-li a ta mare
que vinga correguents.
els pardals son grossos
se n'ixen del niu
i a la matinada faran "xiu xiu"".
També hi podem trobar altra versió:
"Les catalinetes mengen culleretes
els catalinots mengen cullerots.
Tu catalineta,
tu que vas i vens
di-li a ta mare
que vinga correguents.
els pardals son grossos
se n'ixen del niu
i a la matinada faran "xiu xiu"".
La música tradicional que l'acompanya ha estat recollida per Xavier Richart al seu llibre Estudiant la dolçaina (1992) i s'ha convertit en una tocata habitual de dolçaina per als principiants.